# Chen-Primzahl
In der Zahlentheorie ist eine Chen-Primzahl eine Primzahl {\displaystyle p\in \mathbb {P} }, für welche gilt:
{\displaystyle p+2} ist entweder eine Primzahl oder ein Produkt von zwei Primzahlen (eine sogenannte Semiprimzahl).
Diese Primzahlen wurden von Ben Green und Terence Tao als Erinnerung an den chinesischen Mathematiker Chen Jingrun benannt.

## Geschichte
Eines der bekanntesten ungelösten Probleme der Mathematik ist die Goldbachsche Vermutung aus dem Jahr 1742, welche besagt, dass jede gerade Zahl (größer als 2) die Summe zweier Primzahlen ist. Seit hunderten Jahren beißen sich die Mathematiker daran die Zähne aus und David Hilbert hat diese Vermutung im Jahr 1900 zu einem der 23 wichtigsten mathematischen Probleme erklärt. 14 dieser Probleme wurden mittlerweile gelöst, sechs Probleme wurden teilweise gelöst und nur drei Probleme wurden nicht gelöst. Die Goldbachsche Vermutung ist eine von diesen übrig gebliebenen drei Problemen (Hilberts achtes Problem). Der chinesische Mathematiker Chen Jingrun hat im Jahr 1966 den nach ihm benannten Satz von Chen bewiesen (wegen der chinesischen Kulturrevolution aber erst 1973 veröffentlicht), welcher besagt, dass jede hinreichend große gerade Zahl als Summe zweier Primzahlen oder einer Primzahl und einer Semiprimzahl (also einer Zahl mit zwei Primfaktoren) geschrieben werden kann. Dieser Satz ist die bisher beste Annäherung an die oben erwähnte Goldbachsche Vermutung. Wenn jetzt {\displaystyle p} eine Chen-Primzahl ist, dann erfüllt die gerade Zahl {\displaystyle 2p+2} die Voraussetzungen vom Satz von Chen (man kann sie in der Form {\displaystyle 2p+2=p+(p+2)} als Summe einer Primzahl {\displaystyle p} und einer Prim- oder Semiprimzahl {\displaystyle p+2} darstellen). Mit dem Satz von Chen wurde somit bewiesen, dass es unendlich viele solcher Chen-Primzahlen gibt. Wenn außerdem die mathematische Vermutung, dass es unendlich viele Primzahlzwillinge gibt, irgendwann einmal bewiesen sein wird (auch an dieser Frage sind schon seit Jahrhunderten viele Mathematiker gescheitert), hätte man einen alternativen Beweis gefunden, dass es unendlich viele Chen-Primzahlen gibt.

## Beispiele
- Die Primzahl {\displaystyle p=41} ist eine Chen-Primzahl, weil auch {\displaystyle p+2=43} eine Primzahl ist.
- Die Primzahl {\displaystyle p=83} ist eine Chen-Primzahl, weil {\displaystyle p+2=85=5\cdot 17} eine Semiprimzahl ist, also genau zwei Primteiler hat.
- Die Primzahl {\displaystyle p=47} ist eine Chen-Primzahl, weil {\displaystyle p+2=49=7^{2}} eine Semiprimzahl ist, also genau zwei Primteiler hat.
- Die Primzahl {\displaystyle p=43} ist keine Chen-Primzahl, weil {\displaystyle p+2=45=5\cdot 3^{2}} keine Semiprimzahl ist, weil sie drei Primteiler hat.
- Die ersten Chen-Primzahlen sind die folgenden:

2, 3, 5, 7, 11, 13, 17, 19, 23, 29, 31, 37, 41, 47, 53, 59, 67, 71, 83, 89, 101, 107, 109, 113, 127, 131, 137, 139, 149, 157, 167, 179, 181, 191, 197, 199, 211, 227, 233, 239, 251, 257, 263, 269, 281, 293, 307, 311, 317, 337, 347, 353, 359, 379, 389, 401, 409, … (Folge A109611 in OEIS)
Die ersten Primzahlen, die nicht Chen-Primzahlen sind, kann man der folgenden Liste entnehmen:
43, 61, 73, 79, 97, 103, 151, 163, 173, 193, 223, 229, 241, 271, 277, 283, 313, 331, 349, 367, 373, 383, 397, 421, 433, 439, 457, 463, 523, 547, 593, 601, 607, 613, 619, 643, 661, 673, 691, 709, 727, 733, 739, 757, 773, 823, 853, 859, 883, 907, 929, 967, 997, … (Folge A102540 in OEIS)
- Die ersten Chen-Primzahlen, die nicht der kleinere Teil eines Primzahlzwillings sind (für die also {\displaystyle p+2} eine Semiprimzahl ist), sind die folgenden:

2, 7, 13, 19, 23, 31, 37, 47, 53, 67, 83, 89, 109, 113, 127, 131, 139, 157, 167, 181, 199, 211, 233, 251, 257, 263, 293, 307, 317, 337, 353, 359, 379, 389, 401, 409, 443, 449, 467, 479, 487, 491, 499, 503, 509, 541, 557, 563, 571, 577, 587, 631, 647, 653, 677, … (Folge A063637 in OEIS)
- Die bisher größte Chen-Primzahl (Stand: 10. Juli 2018) ist die folgende:[5][6]

{\displaystyle p=2996863034895\cdot 2^{1290000}-1}
Sie hat 388342 Stellen und wurde am 14. September 2016 von Tom Greer entdeckt. Sie ist der kleinere Teil des bisher größten bekannten Primzahlzwillings {\displaystyle (p,p+2)}.

## Eigenschaften
- Es gibt unendlich viele Chen-Primzahlen.[3][4]
- Ist eine Chen-Primzahl Teil eines Primzahlzwillings, so ist sie der kleinere Teil des Primzahlzwillings.

Beweis:
Da bei Chen-Primzahlen {\displaystyle p} die Zahl {\displaystyle p+2} eine Primzahl oder eine Semiprimzahl sein muss, ist beim Primzahlzwilling {\displaystyle (p,p+2)} die Chen-Primzahl {\displaystyle p} stets der kleinere Teil. {\displaystyle \Box }
- Es gibt magische Quadrate, die nur aus Chen-Primzahlen bestehen. Das magische Quadrat mit den kleinsten Chen-Primzahlen ist das folgende:

| 17  | 89 | 71  |
| 113 | 59 | 5   |
| 47  | 29 | 101 |

Es wurde von Rudolf Ondrejka entdeckt.
- Es gibt unendlich viele Chen-Primzahlen in arithmetische Folgen der Länge 3 (die Differenz zweier Folgenglieder ist konstant).[7]

(Obiger Satz konnte von Ben Green und Terence Tao im Jahr 2005 bewiesen werden.)
Beispiel:
Die bisher (Stand: 10. Juli 2018) größte Primzahlfolge der Länge 3, die ausschließlich aus Chen-Primzahlen besteht, ist die folgende:
{\displaystyle p_{n}=(3850324118+892819689\cdot n)\cdot 2411\#+1)\cdot (4787\#+1)-2} mit {\displaystyle n=0,1,2}
Dabei ist {\displaystyle p\#=2\cdot 3\cdot 5\cdot 7\cdot \ldots \cdot p} das Produkt aller Primzahlen bis inklusive {\displaystyle p} (Primfakultät).
Diese drei Zahlen {\displaystyle p_{n}} haben allesamt je 3074 Stellen. Für alle drei Primzahlen ist {\displaystyle p_{n}+2} eine Semiprimzahl (haben also genau zwei Primfaktoren). Weil diese drei Primzahlen eine arithmetische Folge bilden, ist {\displaystyle p_{0}} von {\displaystyle p_{1}} gleich weit entfernt wie {\displaystyle p_{1}} von {\displaystyle p_{2}} (es ist also {\displaystyle p_{2}-p_{1}=p_{1}-p_{0}}).
- Es gibt unendlich viele Chen-Primzahlen in arithmetischen Folgen beliebiger Länge.[9]

(Dieser Satz wurde von Binbin Zhou im Jahr 2009 bewiesen und stellt eine Verbesserung des vorherigen Satzes dar.)

## Verallgemeinerung
Eine verallgemeinerte Chen-Primzahl ist eine Primzahl {\displaystyle p\in \mathbb {P} }, für welche gilt:
{\displaystyle p+k} mit einer natürlichen Zahl {\displaystyle k\in \mathbb {N} } ist entweder eine Primzahl oder ein Produkt von zwei Primzahlen (eine sogenannte Semiprimzahl).

### Eigenschaften
- Es gibt unendlich viele verallgemeinerte Chen-Primzahlen.[3]

## Wissenswertes
Es sieht so aus, als ob es mehr Chen-Primzahlen gibt als Nicht-Chen-Primzahlen (siehe obige Primzahllisten). Unter {\displaystyle n=100} gibt es 20 Chen-Primzahlen, aber nur 5 Nicht-Chen-Primzahlen. Auch unter {\displaystyle n=1000} überwiegt die Anzahl der Chen-Primzahlen (nämlich 115), denn Nicht-Chen-Primzahlen gibt es darunter nur 53. Dieses Verhältnis ändert sich allerdings mit zunehmender Größe der Primzahlen. Unter {\displaystyle n=17107} gibt es 986 Chen-Primzahlen und auch 986 Nicht-Chen-Primzahlen. Danach überwiegen die Nicht-Chen-Primzahlen. Dieser Sachverhalt ist ein erneutes Beispiel dafür, dass man sich nicht von Regelmäßigkeiten, die man bei kleinen Zahlen zu bemerken glaubt, auch für alle anderen, größeren Zahlen stimmen müssen. Bei der oben schon erwähnten Goldbachschen Vermutung (jede gerade Zahl (größer als 2) kann als Summe zweier Primzahlen dargestellt werden) wurde die Vermutung mit Computertechnik schon bis zur Größenordnung {\displaystyle n=10^{18}} (also bis eine Trillion) geprüft (Stand: 30. Dezember 2015) und für richtig befunden, deswegen glaubt kaum ein Mathematiker daran, dass sich diese Vermutung als falsch entpuppt (für den Beweis dieser Vermutung wurde sogar ein Preisgeld von einer Million Dollar ausgelobt, doch es konnte diese Vermutung trotzdem niemand beweisen), doch niemand kann ausschließen, dass sich nicht doch irgendwann einmal ein Gegenbeispiel auftut, und sei es in der Größenordnung {\displaystyle n=10^{100000}} oder noch höher.